# Gratificación aplazada
La gratificación aplazada, gratificación retardada, demora de gratificación o recompensa diferida es aquella capacidad de resistir la tentación de una recompensa inmediata y esperar una recompensa posterior. Por lo general, esta se relaciona con renunciar a una recompensa pequeña, pero inmediata, con el fin de recibir una recompensa mayor y duradera. Cada vez más estudios relacionan la capacidad de la gratificación retardada con resultados positivos como el éxito académico, la salud física y psicológica, y la competencia social.
La gratificación aplazada denota la paciencia de una persona para obtener algo que desea; es un atributo intelectual también conocido como control de impulsos, poder de la voluntad, autocontrol, y preferencia temporal baja en economía. Sociológicamente, un buen control de los impulsos se considera como una característica personal positiva; incluso el psicólogo Daniel Goleman indicó que es una característica importante dentro de la inteligencia emocional. Quienes carecen de la capacidad psicológica para controlar sus impulsos, necesitan gratificación instantánea y difícilmente pueden autocontrolarse. El Stanford Marshmallow Experiment (1972) indica que un buen control de los impulsos puede ser psicológicamente importante para tener logros académicos y un gran éxito en la adultez.
La capacidad de una persona para retardar la gratificación se relaciona con habilidades similares como la paciencia, el control de impulsos, el autocontrol y la fuerza de voluntad, los cuales están relacionados con la autorregulación emocional. En términos generales, la autorregulación incluye la capacidad de una persona para adaptarse como sea necesario y satisfacer las demandas del entorno. El retraso de la gratificación es lo contrario de "rechazar las recompensas pequeñas e inmediatas en favor de las recompensas más grandes y a largo plazo"; y se refiere al "hecho de que el valor subjetivo de la recompensa disminuye al prolongar el plazo de su obtención". Algunas teorías afirman que "la capacidad de aplazar las recompensas está bajo el control del sistema de personalidad cognitivo-afectiva (CAPS)".
Hay varios factores que pueden afectar la capacidad de una persona para retardar la gratificación, algunas de ellas son las estrategias cognitivas, tales como el uso de los pensamientos que distraen, pensamientos "fríos" que aumentan la capacidad de aplazamiento, factores neurológicos, y la fuerza de las conexiones en la vía fronto-estriatal. Algunos investigadores de la conducta se han centrado en las contingencias que rigen las opciones presentes al retrasar reforzamientos, y han estudiado cómo manejar esas contingencias con el fin de aplazar la demora. La edad juega un papel demasiado importante, los niños menores de 5 años demuestran una marcada falta de capacidad de gratificación retrasada, por lo que buscan satisfacción inmediata habitualmente. Mientras que una diferencia muy pequeña entre hombres y mujeres, sugiere que las mujeres pueden ser mejores para demorar las recompensas. La capacidad de esperar o buscar refuerzo inmediato se relaciona con la evasión de comportamientos como la dilación, la ansiedad, el trastorno por déficit de atención con hiperactividad y depresión.
Sigmund Freud, el padre de la teoría psicoanalítica (considerada una pseudociencia), discutió el papel del ego en el equilibrio de los deseos, impulsado por el placer inmediato y las opiniones morales de diferentes propulsores del super yo. El psicoanálisis, ha expandido la investigación sobre el tema y ha encontrado que la impulsividad, o la falta de ego-control, tiene un efecto más fuerte en la propia capacidad para demorar las recompensas si una recompensa es más deseable. Por último, los factores ambientales y sociales también juegan un rol, lo cual se debe a que el retraso se ve afectado por la naturaleza autoimpuesta (o externa) de una contingencia en la recompensa, ya sea por el grado de dedicación a la tarea requerida durante el retraso, por relaciones características de madre-hijo en la relación, por las experiencias previas de la persona con promesas poco fiables de recompensas (por ejemplo, la pobreza), y por las expectativas socioculturales contemporáneas y paradigmas. Investigaciones en animales, comprenden otro cuerpo de literatura que describe las características de gratificación retardada, y que no se someten a pruebas con la misma facilidad en muestras humanas, tales como los factores ecológicos que afectan la habilidad.

## Antecedentes

### El sistema de procesamiento cognitivo-afectivo
Una teoría bien fundamentada de la autorregulación, es la llamada Sistema de Personalidad Cognitivo-Afectiva (CAPS). Esta sugiere que el retraso de los resultados de la gratificación, se debe a la capacidad para utilizar estrategias de "regulación fresca"—estrategias tranquilas, controladas y cognitivas— sobre las estrategias de "regulación cálida" —reacciones automáticas impulsivas y emocionales— ante la provocación.  En el procesamiento de estas últimas estrategias, una persona piensa intensamente sobre el objeto que provoca la tentación y sobre sus elementos más atractivos, y esto los hace menos capaces de resistir la recompensa inmediata. Por otro lado, el uso de estrategias frescas, se puede traducir en un mayor control sobre el comportamiento. La eficacia de las estrategias frescas, implica la distracción y la reestructuración de la percepción del estímulo tentador que lo hacen parecer menos atractivo. Por ejemplo, en un estudio en preadolescentes, los niños con problemas conductuales mostraron una reducción en la agresión verbal y física cuando se utilizan estrategias frescas, como mirar a otro lado o distraerse a sí mismos. El tipo más eficaz de distracción, parece ser, imaginar otra recompensa deseable que toma la atención de las tentaciones inmediatas.

### El experimento del malvavisco en Stanford
La investigación fundamental sobre la gratificación retardada —el ahora famoso "experimento del malvavisco" — se llevó a cabo por Walter Mischel en los años 1960 y 1970 en la Universidad de Stanford. Mischel y sus colegas, estaban interesados en las estrategias que los niños preescolares utilizaban para resistir la tentación, durante el experimento presentaron niños de 4 años de edad con un malvavisco y les dio dos opciones a los niños: (1) llamar al timbre en cualquier punto para convocar al experimentador y comer el malvavisco, o (2) Esperar hasta que el experimentador regrese (alrededor de 15 minutos más tarde), y ganar dos malvaviscos. El mensaje era: "pequeña recompensa ahora, recompensa grande en el futuro."; sin embargo, algunos niños se comieron el malvavisco, mientras que otros fueron capaces de retrasar la gratificación y ganar los codiciados dos malvaviscos.
En experimentos de seguimiento, Mischel encontró que los niños eran capaces de esperar más tiempo si utilizaban determinadas técnicas de distracción "frías" —cubrirse los ojos, esconderse debajo de la mesa, cantar canciones, imaginar el lugar del malvavisco frente a ellos— o cambiando su forma de pensar acerca del malvavisco, centrándose en su similitud con una bola de algodón, más que en su empalagoso sabor, delicioso—.
Los niños que esperaron más tiempo, cuando se reevaluaron como adolescentes y adultos, demostraron una sorprendente variedad de ventajas sobre sus compañeros. Como adolescentes, tuvieron mayores puntuaciones del SAT, de competencia social, seguridad en sí mismos, autoestima, y fueron valorados por sus padres como más maduros ya que tuvieron mayor capacidad de lidiar con el estrés, además de que fueron más propensos a planificar el futuro. Ellos fueron menos propensos a tener trastornos de conducta o altos niveles de impulsividad, agresividad e hiperactividad. Como adultos, los altos retardadores eran menos propensos a tener problemas con las drogas u otras conductas adictivas, a divorciarse o a tener sobrepeso. Cada minuto que un niño en edad preescolar fue capaz de retrasar la gratificación, se tradujo en una reducción del 0.2% en el índice de masa corporal de 30 años después. Cada uno de estos resultados positivos, requiere cierta habilidad para renunciar a la recompensa a corto plazo en favor de una ganancia mayor en el futuro. La capacidad de demorar la gratificación, también parece ser un amortiguador frente a la sensibilidad del rechazo, y la tendencia a ser ansiosos cuando se anticipa el rechazo interpersonal. En un seguimiento de 20 años del experimento de la melcocha, los individuos con vulnerabilidad a la alta sensibilidad de rechazo, quienes habían mostrado un fuerte retraso de las habilidades de gratificación como preescolares, tenían una mayor autoestima y las habilidades de afrontamiento más adaptativas en comparación con los individuos que tenían una alta sensibilidad de rechazo, pero bajo retardo de la capacidad para resistir la tentación en los primeros años de vida, que se traduce en beneficios donde persiste la gratificación como de cuatro años de edad. Estos hallazgos longitudinales convincentes, convergen con otros estudios que muestran un patrón similar, antes a través de ajustes.
Cuarenta años después de los primeros estudios de la prueba de malvavisco, los datos de neuroimagen han arrojado luz sobre los correlatos neurales de la gratificación retrasada. Un equipo dirigido por B. J. Casey, de la Universidad de Cornell, reclutó a 59 de los participantes originales que tenían alrededor de los 40 años y les dio una tarea de gratificación retrasada. En vez de resistir los malvaviscos, estos adultos fueron instruidos para suprimir las respuestas a las imágenes de caras felices, pero no a las caras neutras o temerosos. Los que habían sido elevados retardadores como preescolares, tuvieron más éxito en el control de sus impulsos en respuesta a las caras emocionales (es decir, no presionar el botón en respuesta a caras felices), lo que sugiere que los altos retardadores continuaron mostrando una mejor capacidad de amortiguar o resistir los impulsos. Casey y sus colegas, también escanearon los cerebros de 26 participantes utilizando imágenes de resonancia magnética funcional (fMRI). Una vez completada la tarea, los investigadores plantearon la hipótesis de que los altos retardadores serían más propensos a utilizar estrategias de regulación "cool" para controlar sus respuestas, y se manifestarían como la activación de la corteza prefrontal derecha; mientras que menos retardadores utilizarían estrategias "cálidas", que activarían el estriado ventral, un área también relacionada con la adicción. De hecho, los resultados mostraron que este diferencial de la actividad cerebral es el reflejo de otras investigaciones de resonancia magnética funcional de la gratificación retrasada, llevado a cabo por Noé Shamosh y Jeremy Gray de la Universidad de Yale. Esto demuestra que las personas que optaron por retrasar recompensas más grandes, y tener recompensas inmediatas más pequeñas, en situaciones hipotéticas, mostraron una mayor activación cerebral en la corteza prefrontal anterior.

## Factores que afectan la habilidad

### Factores neurológicos y cognitivos
La forma en que una persona enmarca una situación, influye en gran medida en el resultado de una decisión. La investigación sobre las estrategias de "fresco" y  "cálido" sugiere que cuando los niños cognitivamente representan lo que están esperando como una verdadera recompensa, centrándose en el estímulo de esta, las cualidades "cálidas" (sabor, olor, sonido, tacto, etc.) de su autocontrol y la demora de la gratificación disminuyen, mientras que dirigir la atención a un símbolo de la recompensa, centrándose en su resumen, las cualidades "frescas" (forma, color, número de , etc.) puede aumentar el autocontrol y el retardo. Optimizar el autocontrol y el retraso más largo a la gratificación se puede lograr dirigiendo la atención a un elemento de la competencia, especialmente al estímulo, cualidades "cálidas" de un elemento de competencia. Por ejemplo, se aumentan los retrasos cuando se piensa en el sabor y el olor de palomitas mientras se espera para comer un caramelo. Esto ilustra la capacidad de un individuo para manipular su representación cognitiva de estímulos externos para propósitos dirigidos a un objetivo.
La gratificación retardada es lo mismo que controlar el impulso de gratificación inmediata, lo que requiere el control cognitivo. El cuerpo estriado ventral, que se encuentra en el cerebro medio, es la parte del sistema límbico, que es el centro de recompensa, así como un centro de placer. El sistema límbico siempre va a reaccionar a la posibilidad de placer instantáneo. Para anular este instinto, la corteza prefrontal, que también está asociada con el razonamiento y el pensamiento racional, debe estar activa. La corteza prefrontal es también la parte del cerebro que determina el foco de atención de una persona, que permite un mejor encuadre que facilita la satisfacción retrasada. Durante la adolescencia y la adultez temprana, la corteza prefrontal se desarrolla y madura para ser más complicada y conectarse con el resto del cerebro. Los niños mayores y los adultos encuentran las tareas de aplazamiento de la gratificación más fáciles de realizar que los niños pequeños por esta razón. Sin embargo, la capacidad relativa de diferir la gratificación se mantiene estable durante todo el desarrollo. Los niños que pueden mejorar los impulsos de control crecen hasta convertirse en adultos que también tienen un mejor control. Practicar la gratificación diferida es de gran beneficio para las capacidades cognitivas a lo largo de la vida.

### Factores de comportamiento
Los conductistas se centran en la adquisición y la enseñanza de la gratificación retardada y han desarrollado técnicas terapéuticas para aumentar la capacidad de retrasar. Los analistas del comportamiento sacan provecho de los principios efectivos de refuerzo cuando la formación del comportamiento hace recompensas contingentes en el comportamiento actual de la persona que promueve el aprendizaje a un retraso de la gratificación. Es importante señalar que para un régimen de modificación de la conducta, la recompensa debe tener algún valor para el participante para tener éxito. Si la recompensa no es significativa y proporciona retraso o si la gratificación inmediata sirve de poco, la recompensa no es un fuerte reforzador del comportamiento deseado.
Los teóricos de comportamiento consideran el hecho de retrasar la gratificación como una habilidad de adaptación. Se ha demostrado que el aprender gratitud retardada promueve la conducta social positiva, como compartir, además de fomentar una buena interacción entre compañeros. Por ejemplo, los estudiantes que aprenden a retrasar la gratificación son más capaces de completar sus actividades asignadas. En pocas palabras, si alguien ejerce una actividad con la promesa de una recompensa demorada, la finalización de la tarea se vuelve más probable.
Investigadores del comportamiento han descubierto que una opción para la gratificación instantánea en lugar de la retrasada está influenciada por varios factores, incluyendo si la recompensa es el refuerzo negativo o positivo. Un estudio pasado por Solnick, centrado en un experimento donde la principal concentración era añadir con el tiempo a las condiciones y las preferencias de los participantes un fuerte ruido de cantidades variables de tiempo: 15, 30, 60 y 90 segundos. Los botones para apagar el ruido fueron manipulados por un botón para apagar el ruido durante un corto periodo de tiempo y el otro apagando el ruido por un tiempo prolongado. Se encontró que los participantes estaban más dispuestos a apagar el ruido de inmediato durante 90 segundos en lugar de apagarlo por 120 segundos después de que se emitió un retraso de 60 segundos. Los resultados ilustran que los participantes optaron por no retrasar su gratificación para el alivio del ruido, sino más bien al instante silenciarla durante un corto período de tiempo.
En un estudio de 2011, los investigadores probaron si la gente voluntariamente elegía entre gratificación instantánea o la demora, ofreciéndoles una cantidad fija de dinero (hipotético) que podrían recibir en la actualidad, o diciéndoles que podían esperar un mes para obtener más dinero. Los resultados sugirieron que la disposición para retrasar la gratificación dependía de la cantidad de dinero que se ofrece, pero también mostró variación individual amplia en el umbral de la recompensa retardada que se motiva lo suficiente como para renunciar a la recompensa inmediata. El valor subjetivo de una recompensa también puede provenir de la forma en que uno se describe la recompensa potencial. Como afirma la teoría prospectiva, las personas son en gran medida la pérdida de aversión. La gente tiende a valorar una mercancía más cuando se considera que es algo que puede ser perdido o abandonado, que cuando se evalúa como una ganancia potencial.

#### Duración del tiempo en cuanto al retardo
La duración de tiempo hasta una recompensa eventual también influye en la elección de la gratificación inmediata o retardada de los participantes. Un estudio de 2001 demostró que si no se concede un premio por un extenso período de tiempo, como por ejemplo 180-300 meses (15 - 25 años), la cantidad monetaria de la recompensa es intrascendente; en cambio, la mayor parte de los participantes elige la recompensa inmediata, incluso si el retraso de su recompensa es bastante largo. La demora en la gratificación tiene sus límites, y un retraso puede ser tan largo antes de que se juzgue que no vale la pena el esfuerzo que se necesita para esperar.

#### Entrenamiento del comportamiento

##### Aplicaciones en el salón de clases
En un aula de primaria de tercer año en Gales del Sur un profesor estaba teniendo dificultad para mantener a tres niñas en la tarea durante tiempos designados de estudio privado. El profesor pidió la ayuda de los analistas del comportamiento, y un plan de modificación de la conducta en la gratificación demorada se puso en marcha. El estudio dio límites a las cantidades de preguntas que los niños podrían pedir, y si no excedían el límite, se les daba fichas por premios. La economía de fichas para las recompensas es un ejemplo de la gratificación retrasada, a modo de procesamiento fresco. En lugar de tener a las chicas concentradas en los comportamientos de búsqueda de atención que distraen tanto al profesor como estudiantes, el maestro las tenía concentradas en el número de preguntas que tenían, y si tenían que pedir ayuda al maestro. También se centraron en la obtención de fichas en lugar de centrarse en la recompensa final, lo cual aumentó sus retrasos. Al dar a los niños esta meta y la promesa de un refuerzo positivo por el buen comportamiento, las chicas bajaron su ritmo de las preguntas que hacían y disminuyeron la búsqueda de atención.

##### Aplicaciones para el TDAH
En comparación con los niños normales, en cuanto a cuestiones neuronales, las personas con TDAH generalmente presentan una mayor impulsividad por ser influenciados por la inmediatez de la recompensa y calidad más que por la frecuencia de la recompensa y el esfuerzo por él. Sin embargo, los investigadores han demostrado empíricamente que estos patrones de comportamiento impulsivo se pueden cambiar a través de la implementación de un simple procedimiento de formación de autocontrol en el que un reforzador inmediato compite con la frecuencia, la cantidad o la prominencia de la recompensa, y el retraso se incrementa gradualmente. En un estudio se demostró que cualquier actividad verbal a la espera de refuerzo aumenta la demora de la gratificación en los participantes con TDAH. En otro estudio, 3 niños diagnosticados con TDAH e impulsividad fueron entrenados para preferir la tasa de recompensa y prominencia en vez de inmediatez, a través de la manipulación de la calidad de los reforzadores y aumentando sistemáticamente el retardo con un diseño de criterio cambiante. Posterior a la evaluación de los niños ilustra que el autocontrol puede transferir a las dimensiones sin entrenamiento de refuerzo; tales como un aumento de la calidad sobre la preferencia de inmediatez debido a la formación directa y se produce un aumento en la cantidad sobre la preferencia de inmediatez.

### Durante la esperanza de vida
Al nacer, los bebés no pueden esperar a los deseos y necesidades que deben satisfacerse y exhiben una falta de control de los impulsos. Con la edad, los niños en desarrollo son capaces de retener la impulsividad, también obtienen el control sobre sus deseos inmediatos y son cada vez más capaces de prolongar la gratificación. Los psicólogos del desarrollo estudian la progresión del control de los impulsos y la demora de la gratificación a lo largo de la vida, incluyendo deficiencias en el desarrollo que están estrechamente relacionadas con el déficit de atención y problemas de conducta.

#### Efectos por la edad
Los niños menores de cinco años de edad muestran las estrategias menos eficaces para gratificación retasada, tales como buscar en la recompensa y pensando en sus características excitantes. A los 5 años de edad, la mayoría de los niños son capaces de demostrar mejor el autocontrol mediante el reconocimiento de la contra-productividad de centrarse en la recompensa. Los niños de cinco años eligen a menudo en lugar de distraerse activamente o utilizar autoinstrucciones que los hacen recordar de la contingencia producida por la espera de un valor aún mayor. Entre 8 y 13 años de edad, los niños desarrollan la capacidad cognitiva para diferenciar y emplear abstracción en los pensamientos con el fin de distraer su atención de la recompensa y con ello aumentar la demora. Una vez que se desarrollan las estrategias se estimula la capacidad para resistir la tentación y es relativamente estable durante la edad adulta. El rendimiento en los niños en edad preescolar en las tareas de la gratificación retrasada se correlaciona con el rendimiento de los adolescentes en las tareas diseñadas para medir constructos y procesamientos similares, que es paralela al desarrollo correspondiente de la fuerza de voluntad y el circuito fronto-estriado (vías nerviosas que conectan el frontal lóbulo de otras regiones del cerebro). La disminución de la autorregulación y control de los impulsos en la vejez predice disminuciones correspondientes en las estrategias de compensación de retardo, específicamente reduce el descuento temporal debido a una disminución de las estrategias de refrigeración.

#### Efectos por el género
A lo largo de 33 estudios sobre las diferencias de género, se ha encontrado un pequeño efecto significativo (r = .06) lo que indica que un 10% de mujeres son más capaces de demorar las recompensas que los hombres; que es el porcentaje típico de la diferencia encontrada entre los sexos en medidas tales como la personalidad o la conducta social. Este efecto puede estar relacionado con las diferencias de género ligeras que se encuentran en el descuento demorado (es decir, lo que minimiza el valor de una recompensa retardada) y mayores niveles de impulsividad y falta de atención en los niños. Se necesitan más estudios para analizar si esta diferencia de minutos comienza a una edad determinada (por ejemplo, la pubertad) o si tiene una magnitud estable durante toda la vida. Algunos investigadores sugieren que esta diferencia de género puede corresponder con la tendencia de una madre a sacrificar sus deseos y necesidades con el fin de atender a las de su hijo con más frecuencia que lo hace un padre.

### Factores clínicos

#### Perspectivas contemporáneas de psicología clínica
El autocontrol ha sido llamado la "virtud maestra" por los psicólogos clínicos y sociales, lo que sugiere que la capacidad de demorar la gratificación juega un papel crítico en el ajuste psicológico general de una persona. Las personas con una mejor capacidad de retrasar la gratificación muestran mejor bienestar, la autoestima y la apertura a la experiencia, así como formas más productivas de responder a la ira y otras provocaciones. La capacidad temprana de retardo ha demostrado proteger el desarrollo contra una variedad de vulnerabilidades emocionales más tarde en la vida, tales como la agresión y características del trastorno límite de la personalidad. Mientras tanto, muchas habilidades de afrontamiento desadaptativas que caracterizan las enfermedades mentales suponen una dificultad para retrasar la gratificación. La tendencia a elegir recompensas a corto plazo a expensas de los beneficios a largo plazo impregna muchas formas de psicopatología.
Los trastornos de externalización (es decir, trastornos acting-out) muestran un vínculo más claro con la gratificación retrasada, ya que implican más directamente deficiencias en el control de los impulsos. Por ejemplo, el trastorno por déficit de atención con hiperactividad (TDAH) y el comportamiento agresivo se asocian con dificultades para retrasar la gratificación en niños y adolescentes, al igual que el abuso de drogas, juegos de azar, y otras conductas adictivas en adolescentes y adultos. En un estudio de 2010, los adolescentes y los adultos jóvenes con habilidades fuertes de demorar la gratificación eran menos propensos a beber alcohol o fumar cigarrillos o marihuana. Curiosamente, un estudio de 2011 encontró que el contraste de la gratificación retrasada entre los niños con y sin TDAH ya no era significativa después de controlar estadísticamente para el IQ (en otras palabras, el TDAH no se asoció con la gratificación retrasada por encima y más allá de la influencia del IQ). Esto puede deberse a la alta correlación entre la inteligencia y la gratificación retrasada, y sugiere que el lazo entre el retraso en la gratificación y el TDAH podría beneficiarse de una mayor investigación.

##### Los trastornarnos de internalización
La dificultad para retrasar la gratificación también juega un papel en los trastornos de internalización como la ansiedad y la depresión. Un comportamiento con sello distintivo de la ansiedad es la evitación de situaciones que provocan ansiedado miedo. Al buscar el alivio inmediato que viene con la evitación, una persona está sucumbiendo a la atracción de la satisfacción inmediata sobre la recompensa más grande de superar el miedo y la ansiedad que causó la evitación. La dilación, que a menudo es un reflejo de la ansiedad, es un claro ejemplo: una persona evita una tarea temida mediante la participación en una actividad inmediata más agradable en su lugar. El trastorno obsesivo-compulsivo (TOC) es un caso más chocante de esta lucha relacionada con la ansiedad de demorar la gratificación; alguien con TOC es incapaz de resistir las compulsiones que mitigan temporalmente la tortura de los pensamientos obsesivos, a pesar de que estas compulsiones no eliminan las obsesiones a largo plazo. Un experimento, sin embargo, no encontró diferencias significativas entre las muestras con TOC y controles sanos en la gratificación retrasada, mientras que se encontró una sustancial mejora en la satisfacción retrasada entre las personas con trastorno de personalidad obsesivo-compulsiva. La depresión también se asocia con una menor capacidad de demorar la gratificación, aunque la dirección de causa y efecto no está clara. Una persona deprimida que tiene dificultades para participar en actividades que antes disfrutaba es (intencionadamente o no) dar prioridad a la comodidad a corto plazo y está demostrando un deterioro de la capacidad de demorar la gratificación. Existe evidencia de que las personas que se dedican a la autoagresión deliberada (es decir, cortándose a sí mismos) son menos capaces de tolerar la angustia emocional, pero son más capaces de tolerar el dolor físico. Por lo tanto, se argumenta que se hieren a sí mismos porque no pueden retrasar la gratificación y necesitan una manera de acabar con el dolor emocional rápidamente.
Un creciente cuerpo de investigación sugiere que el autocontrol es similar a un músculo que puede ser fortalecido a través de la práctica. En otras palabras, la capacidad de autocontrol es maleable, un hecho que puede ser una fuente de esperanza para aquellos que luchan con esta habilidad. En la psicoterapia, el tratamiento de los problemas del control de impulsos a menudo implica individuos de enseñanza para darse cuenta de las desventajas de actuar sobre los impulsos inmediatos y a su vez a practicar retrasar la gratificación. En los trastornos de ansiedad, este proceso ocurre a través de la exposición a una situación temida - lo cual es muy incómodo al principio, pero con el tiempo se vuelve tolerable e incluso entrena la mente y el cuerpo de una persona a que estas situaciones son menos amenazantes de lo que se temía. La terapia de exposición es únicamente efectiva si un individuo puede demorar la gratificación y resistir la tentación de escapar de la situación desde el principio. Para arrojar una visión sobre el compromiso y ganancias entre corto y largo plazo, los terapeutas también podrían ayudar a los individuos a construir una lista de pros y contras de un determinado comportamiento, con secciones de resultados a corto plazo y largo plazo. Para lidiar con cuestiones tales como la autolesión, el uso de sustancias o la evitación, que generalmente no existen ventajas a largo plazo. Mientras tanto, la abstinencia de actuar en un impulso perjudicial (es decir, demora en la gratificación) por lo general se traduce en beneficios a largo plazo. La toma de conciencia puede ser un poderoso impulso para el cambio.

#### Psicoanálisis: unidades e impulsos
Sigmund Freud consideraba la lucha para retrasar la gratificación como los esfuerzos de una persona para superar el impulso instintivo, la libido del ello. De acuerdo con la teoría psicoanalítica clásica, la psique de una persona está compuesta por el ello, el yo y el superyó. El ello es impulsado por el principio del placer: quiere placer físico, y lo quiere ahora. El ego, que opera bajo el principio de realidad, sirve para moderar el deseo del ello de gratificación instantánea contra el superyó, que se guía por un sentido internalizado de la moral de una persona. De acuerdo con la teoría psicoanalítica, una persona con dificultad para la gratificación retrasada está plagado de un conflicto intrapsíquico – el ego no puede regular de forma adecuada la batalla entre el ello y el superyó – esto es llamado "neurosis" y se experimenta la angustia psicológica, a menudo en forma de ansiedad.
Otros investigadores psicoanalíticos describen una más matizada, menos universalmente positiva, visión de la satisfacción retrasada. David C. Funder y Jack Block teorizaron que la tendencia de una persona a retrasar, o no retrasar, la gratificación es solo un elemento de una construcción más amplia denominada control del ego, que se define como la capacidad de una persona para modular o controlar los impulsos. Rangos de control del ego "desde el ego en control por un extremo al ego de sobre regulación en el otro", según Funder. Se cree que estas tendencias son relativamente estables en cada individuo, de tal manera que una persona que tiende hacia el control "va a agarrar lo recompensas que están disponibles de inmediato, incluso a un costo de ganancia a largo plazo" y alguien que tiende a la sobre regulación "retrasará o incluso renunciará a los placeres, incluso cuando se pueden conseguir sin costo". Por este punto de vista, la demora de la gratificación puede ser adaptable a ciertos ajustes, pero no apropiado o incluso costoso en otros entornos.
Funder y Block establecen una distinción entre el modelo de control del ego, en el que retrasar la gratificación es visto como una tendencia general a contener los impulsos motivacionales (si es o no es adaptativa en una instancia específica), y el modelo de ego resiliencia (apoyado por la investigación de Mischel), en el que retrasar la gratificación es visto como una habilidad que solo se plantea cuando es adaptativo. Para desmenuzar estos modelos, Funder y Block exploraron la asociación entre el control del ego, la resistencia del ego, el coeficiente intelectual y el retraso en la gratificación en adolescentes. Los adolescentes tuvieron la posibilidad de elegir entre ser pagado $4 en cada una de las seis sesiones de estudio o retrasar su pago hasta la última sesión, en cuyo caso también ganarían una adición $4 de "interés". Los resultados apoyan los dos modelos de gratificación retrasada. La tendencia de los adolescentes a retrasar la gratificación fue en efecto, asociado con CI y con la resiliencia del ego (por ejemplo, los retardadores más altos fueron calificados como más responsables, coherentes, agradables, simpáticos, generosos; menos hostiles, de mal humor, autoindulgentes, rebeldes), sino que también eran independientemente asociados con el control del ego (por ejemplo, los retardadores más altos fueron calificados como "tendentes al exceso de control de las necesidades e impulsos", "favorecen los valores conservadores en una serie de áreas". Los investigadores observaron que las diferencias individuales en el control del ego (es decir, la impulsividad en general) puede jugar un papel más importante en la satisfacción retrasada cuando los incentivos son más grandes y más motivadores.
Escrito en 1998, Funder describe la satisfacción retrasada como un "cajón de sastre", concluyó: "Los participantes que exhibieron más demora no eran solo "mejores" en el autocontrol, sino en un sentido que parece incapaz de evitar, los retardadores, en general, inteligentes y bien ajustados, pero también tienden a ser algo sobre controlados e innecesariamente inhibidos."

### Factores ambientales y sociales

#### Quién tiene el control
Factores que afectan a la propia capacidad de demorar la gratificación dependen de si las contingencias de retardo son autoimpuestas (el retardo se puede terminar en la voluntad de la persona que espera) o impuesta externamente por otra persona, institución o circunstancia. Cuando la contingencia es autoimpuesta, la presencia física de la recompensa parece ayudar a retrasar la gratificación. Por otra parte, cuando el retraso se impone externamente, los niños no son capaces de esperar el tiempo cuando la recompensa está presente, lo que sugiere una mayor frustración en estas circunstancias.

#### Dedicación de tareas
Participar en el trabajo o una tarea asignada puede generar una distracción efectiva de una recompensa y permitir a una persona esperar un mayor lapso de tiempo, siempre y cuando no se esté alarde de la recompensa. Tener la recompensa presente durante el trabajo (y de fácil acceso) crea una frustración negativa - similar a las burlas - en lugar de proporcionar motivación. Por ejemplo, un niño que puede ver a otros niños jugar al aire libre mientras termina su tarea, será menos motivado para esperar a su turno para el recreo. Otros factores, como el trabajo y la dedicación a la tarea, se suman a la demora de la gratificación si el trabajo es interesante y tiene una cierta calidad de refuerzo inherente a la misma, entonces la atención a la recompensa reducirá la productividad del trabajo, ya que se convierte en una distracción para el trabajo en lugar de una motivación para terminarlo.

#### Relación madre-hijo
Las más positivas emociones y comportamiento de una persona de 12 a 24 meses de edad se muestran al hacer frente a la separación de uno de los padres. Las mejores son las que 3,5 años más tarde funcionan en el uso de estrategias de afrontamiento con el fin de retrasar la gratificación. Esto sugiere que las habilidades emocionales y procesos necesarios para hacer frente a las frustraciones sociales e interpersonales son similares a los utilizados para hacer frente a la agravación de retardo dirigido a un objetivo de la gratificación. El apego materno también influye en el desarrollo de la capacidad del niño para retrasar la gratificación. Una interacción se ha encontrado entre el nivel de una madre controladora y de lo cerca que un niño se queda con la madre mientras se explora el entorno. Los niños que tienen madres que controlan y exploran su en torno a una distancia lejos de ella, son capaces de emplear más estrategias de afrontamiento y demorar las recompensas. Del mismo modo, los niños que se quedan cerca de madres no controladoras también utilizan estrategias más interesantes y demuestran retrasos más largos. Esto sugiere que algunos niños de madres que controlan mejor han aprendido a distraerse de, o efectivamente evitar, estímulos intrusivos. Se especulan efectos adicionales sobre su competencia emocional, pero son desconocidos. Una mayor capacidad de demorar la gratificación mediante el uso de estrategias de atención eficaces se ve también en niños en edad preescolar cuyas madres habían sido sensibles y de apoyo durante tiempos particularmente estresantes de autorregulación y cuando el niño era un bebé. Esto indica que la capacidad de respuesta de la madre durante tiempos muy exigentes es crucial para el desarrollo de la autorregulación, el autocontrol y la competencia emocional.

#### La fiabilidad de la gratificación
Los investigadores han investigado si la fiabilidad de la recompensa afecta la capacidad de demorar la gratificación. Fiabilidad de la recompensa se refiere a qué tan bien la recompensa recibida coincide con lo que la persona estaba esperando o le habían prometido en términos de calidad y cantidad. Por ejemplo, los investigadores dijeron a los niños que recibirían mejores artículos de arte si esperaban. Después de que los niños esperaban con éxito para la recompensa, un mejor abastecimiento pudo no ser "encontrado" y así que tuvieron que utilizar los lápices de colores y pegatinas que se encontraban en mal estado. La comparación de estos niños a los que recibieron sus recompensas prometidas fiables revelaron diferentes resultados en las pruebas posteriores del malvavisco que miden la satisfacción retrasada. Los niños que habían aprendido que la promesa de que el investigador no era fiable sucumbieron rápidamente a comer el malvavisco, esperando solo un promedio de 3 minutos. Por el contrario, los niños que habían aprendido que el investigador era fiable, eran capaces de esperar un promedio de 12 minutos, con muchos de ellos esperando los 15 minutos completos para el investigador para volver con el fin de duplicar la recompensa a dos malvaviscos.

#### Influencia sociocultural
Es difícil enseñar gratificación retrasada cuando los hijos crecen esperando una gran recompensa, por los años de estudio, el impacto a nivel social y las tendencias actuales de los medios, han tenido el efecto de enseñar a la gente a esperar una gratificación instantánea. La idea de esperar un buen trabajo, se ganó trabajando de abajo hacia arriba, esto con frecuencia molesta y frustra a los adultos emergentes en la sociedad actual. Este deseo de gratificación inmediata no solo se encuentra en los lugares de trabajo, sino también en las relaciones interpersonales. Los estudios actuales muestran que el 45% de los matrimonios terminan en divorcio. Sin la capacidad de demorar la gratificación, las personas son más aptas para poner fin a las relaciones en lugar de trabajar en ellas. Nuestra sociedad actual hace que sea cada vez más fácil recibir una gratificación instantánea. "Hemos devaluado el tiempo que pasamos solos para pensar, pero es el tiempo para la reflexión que lleva a las grandes ideas. Las multitareas son abrazadas y casi glorificadas en los Estados Unidos, pero nos están deshumanizando y nos hacen menos creativos."

### Genética y evolución
La teoría evolutiva puede argumentar en contra de la selección de la característica de gratificación diferida, ya que hay tanto los costos y riesgos asociados con el comportamiento para retrasar la gratificación. Uno de estos costos es el costo de oportunidad básica asociada con el tiempo de espera. Mientras se espera, las personas pierden el tiempo que podría ser usado para encontrar otro alimento. La búsqueda de comida alta en calorías transmite una clara ventaja evolutiva. También hay dos riesgos asociados a ser paciente. En primer lugar, existe el riesgo de que otro animal pueda llegar a la comida primero, también conocido como un riesgo de interrupción. En segundo lugar, existe el riesgo de que la oportunidad de obtener la recompensa sea abreviada, tal vez por un depredador, también conocido como un riesgo para la terminación. Estos costos y riesgos crean situaciones en las que se ve amenazada la condición física del individuo. Hay varios ejemplos que muestran cómo se produce el retraso de la recompensa en el mundo real. Por ejemplo, los animales que se alimentan de frutas tienen la opción de comer fruta verde de inmediato, o esperar, retrasar la gratificación, hasta que se alcanza la madurez. El riesgo de interrupción juega un papel aquí, porque si el individuo renuncia a la fruta verde, existe la posibilidad de que otro individuo puede venir y llegar a ella primero. También, en búsqueda de alimento extractiva, tal como con los frutos secos y mariscos, la capa exterior crea un retraso. Sin embargo, los animales que pueden almacenar los alimentos y diferir en comer tienen más probabilidades de sobrevivir en condiciones duras, y por lo tanto retrasar la gratificación también se puede comportar como una ventaja evolutiva.
Es probable que haya un fuerte componente genético a la gratificación diferida, aunque hay una relación directa no se ha establecido. Dado que muchas interacciones genéticas complejas son necesarias para que las neuronas realicen tareas más simples, es difícil aislar un gen para estudiar este comportamiento. Por esta misma razón, múltiples genes son probablemente responsables de la gratificación diferida. Se necesita más investigación para descubrir los corolarios genéticos a la demora en la gratificación.

## Estudios en animales
Gratificación retardada o gratificación diferida es un comportamiento animal que puede estar vinculado con factores ecológicos, la condición física y los mecanismos neurobiológicos. La investigación para este comportamiento se ha llevado a cabo con animales como los monos capuchinos, tamarinos, monos tití, ratas y palomas. Además, la gratificación aplazada desafía la idea intuitiva de que la facilidad para enunciar a incentivos a corto plazo en favor de otros a medio o largo plazo implica tener una alta inteligencia, dado que incluso algunas formas de vida relativamente simples como los peces limpiadores Labroides dimidiatus presentan esta característica al mismo nivel que los primates.

### Desechar el retardo
Cuando los animales se enfrentan a una opción de elegir si esperar por una recompensa, o recibir una recompensa de inmediato, el desecho de la recompensa es hiperbólico. Como la duración del tiempo de espera de una recompensa aumenta, la recompensa se desecha a una tasa gradual. Los datos empíricos han sugerido que el descuento exponencial, recompensas descontandose a una tasa constante por unidad de tiempo de espera, solo se produce cuando hay interrupciones aleatorias en búsqueda de alimento. El desechar también puede estar relacionado con la sensibilidad al riesgo de los animales. Luego, dentro de los riesgos de retrasar, la sensibilidad al riesgo actúa como una función de descuento de la demora. En un estudio realizado por Haden y Platt, a los monos macacos se les dio la opción de una recompensa media, que sabían que iban a recibir, frente a una más arriesgada elección. La elección más arriesgada era recompensar al mono con una gran recompensa 50% del tiempo, y una pequeña recompensa el otro cincuenta por ciento. La recompensa final era la misma, pero los monos prefieren la opción más arriesgada. Se especuló que los monos no vieron su acción como arriesgada, sino más bien como una recompensa grande diferida. Razonaron que los monos vieron la recompensa grande como cierta: si no consiguen la gran recompensa de la primera vez, finalmente la conseguirían, pero con mayor retraso. Para probar esta teoría, hicieron la misma prueba mientras se variaba el tiempo entre las oportunidades de elegir una recompensa. Encontraron que a medida que aumentaba el intervalo, el número de veces que los monos eligieron la recompensa más arriesgada, disminuyó. Si bien esto ocurrió en monos macacos, el intervalo de tiempo de variación no afectó las opciones con palomas en otro estudio. Esto sugiere que la investigación busca, variando la sensibilidad, el riesgo en las diferentes especies que necesita. Cuando se proporciona una elección entre una recompensa de retardo pequeño, corto, y una recompensa de retardo grande y larga, hay una preferencia impulsiva para el primero. Además, como el tiempo de retardo para los pequeños/cortos y grandes/largos aumenta, hay un cambio en la preferencia hacia la recompensa más grande diferida. Esta evidencia solo es compatible con el descuento hiperbólico, no exponencial.

### Factores ecológicos
Aunque la predicción de la preferencia de la recompensa parece simple cuando se utilizan modelos empíricos, hay una serie de factores ecológicos que parecen afectar el comportamiento del pago demorado de los animales. En situaciones del "mundo real" el desecho tiene sentido debido a la incertidumbre inherente a los resultados futuros.
Un estudio examinó cómo el descuento de la recompensa está en un contexto específico. Por diferencias de tiempo y espacio entre las pequeñas y grandes recompensas, fueron capaces de probar cómo estos factores afectan la toma de decisiones en tamarinos y titíes. Ellos mostraron que los tamarinos viajarán distancias más largas para las recompensas de comida más grandes, pero no van a esperar tanto tiempo como los monos tití. Por el contrario, los titíes van a esperar más tiempo, pero no van a viajar tan lejos. A continuación, la conclusión de que este comportamiento descuento se correlaciona directamente con el comportamiento de alimentación normal de las especies. Los tamarinos se alimentan a grandes distancias en busca de insectos. Capturar y comer insectos requiere una decisión y una acción rápida e impulsiva. Los titíes, por otro lado, comen la savia del árbol, que lleva más tiempo para secretar, pero no requiere que los monos titíes cubran grandes distancias.
Las similitudes fisiológicas entre los seres humanos y otros animales, especialmente los primates, han dado lugar a una mayor investigación comparativa entre los dos grupos. Las futuras investigaciones con modelos animales se puede ampliar nuestra comprensión de cómo las personas toman decisiones sobre la instantánea en lugar de la gratificación retardada en el mundo.